# غزوه بنی‌لحیان
غزوه بنی‌لِحیان یا غزوه عسفان، یکی از غزوات محمد در سال ششم هجری قمری بوده است که بین مسلمانان و بنی‌لحیان (قبیله هذیل) رخ داد. علت این جنگ، کشته شدن شش نفر از مبلغین مسلمان در کنار آبگیر رجیع بوده‌است. این غزوه قبل از غزوه ذی‌حمرد و بعد از غزوه بنی‌قریظه اتفاق افتاده است. محمد در این غزوه، صلاة خوف خوانده است.

## موقعیت بنی‌لحیان
غزوه بنی‌لحیان در هشتاد کیلومتری شمال مکه و در فاصله بسیار دوری از مدینه رخ داد. محمد برای اینکه قصاص خون کشته شدگان در کنار آبگیر رجیع و همچنین انتقام از پناه دادن بنی‌لحیان به فراریان بنی‌قریظه به این جنگ پرداخت.

## ماجرای غزوه
پس از واقعه احد، بنی‌لحیان با تطمیع گروهی، آنها را به مدینه نزد محمد فرستاده تا از وی تقاضای آموزگار و مبلغ دینی کنند. محمد درخواست آنها را اجابت کرده و در ماه صفر سال سوم یا چهارم هجرت، جمعی از مسلمانان را به سوی آنان اعزام کرد. مسلمانان اعزامی نزدیک برکه آبی به نام رجیع در ۷۰ کیلومتری مکه، توسط ۱۰۰ نفر از بنی‌حیان محاصره شده و سه تن از آنان کشته شدند. الباقی به اسارت گرفته شده، که یکی از آنان در راه کشته شد و دو تن دیگر به قریش فروخته شدند. قریشان نیز به انتقام کشتگان بدر، آن دو تن را به دار آویختند. محمد، شش ماه پس از نبرد بنی‌قریظه، با ۲۰۰ سواره به سوی بنی‌لحیان حرکت کرد. این غزوه را به جهت رویدادنش در مکانی به نام عسفان، به این نام نیز می‌خوانند. محمد سرانجام پس از ۱۴ روز به مدینه بازگشت.